# Gymnocranius
Gymnocranius is een geslacht van straalvinnige vissen uit de familie van straatvegers (Lethrinidae). Het geslacht is voor het eerst wetenschappelijk beschreven in 1870 door Klunzinger.

## Soorten
- Gymnocranius audleyi Ogilby, 1916
- Gymnocranius elongatus Senta, 1973
- Gymnocranius euanus (Günther, 1879)
- Gymnocranius frenatus Bleeker, 1873
- Gymnocranius grandoculis (Valenciennes, 1830) – Grootoogbrasem
- Gymnocranius griseus (Temminck & Schlegel, 1843)
- Gymnocranius microdon (Bleeker, 1851)
- Gymnocranius oblongus Borsa, Béarez & Chen, 2010